# Hemerobius pallens
Hemerobius pallens is een insect uit de familie van de bruine gaasvliegen (Hemerobiidae), die tot de orde netvleugeligen (Neuroptera) behoort. 
Hemerobius pallens is voor het eerst wetenschappelijk beschreven door Rambur in 1842.